# Bosque nacional Superior
El bosque nacional Superior es un bosque nacional de los Estados Unidos. Se encuentra en la región norte del estado de Minnesota, entre Canadá y la costa norte del lago Superior. El área forma parte de la gran región de Boundary Waters, a lo largo de la frontera de Minnesota y de la provincia canadiense de Ontario, una vía histórica e importante para el comercio de pieles. Es conocido por su gran ecosistema de bosque boreal.
El bosque cubre 3,9 millones de acres (6100 mi² o 16 000 km²) y cuenta con más de 445 000 acres (1800 km²) de agua. Sus aguas incluyen unos 2000 lagos y ríos, más de 1300 millas (2100 km) de arroyos de agua fría y 950 millas (1530 km) de arroyos de agua cálida.

## Recreación
El bosque nacional Superior mantiene campamentos donde se puede acampar. Además, se permite acampar en cualquier lugar de la tierra pública sin permiso o pago.